# Massi-Tactic
Massi-Baix Ter is een Spaanse vrouwenwielerploeg.
De ploeg werd opgericht in 2018 als clubteam onder de naam Catema.cat. In 2019 ging de ploeg verder als UCI-team met de naam Massi-Tactic. In 2024 werd de ploeg weer een clubteam met als naam Massi-Baix Ter.

## Teamleden

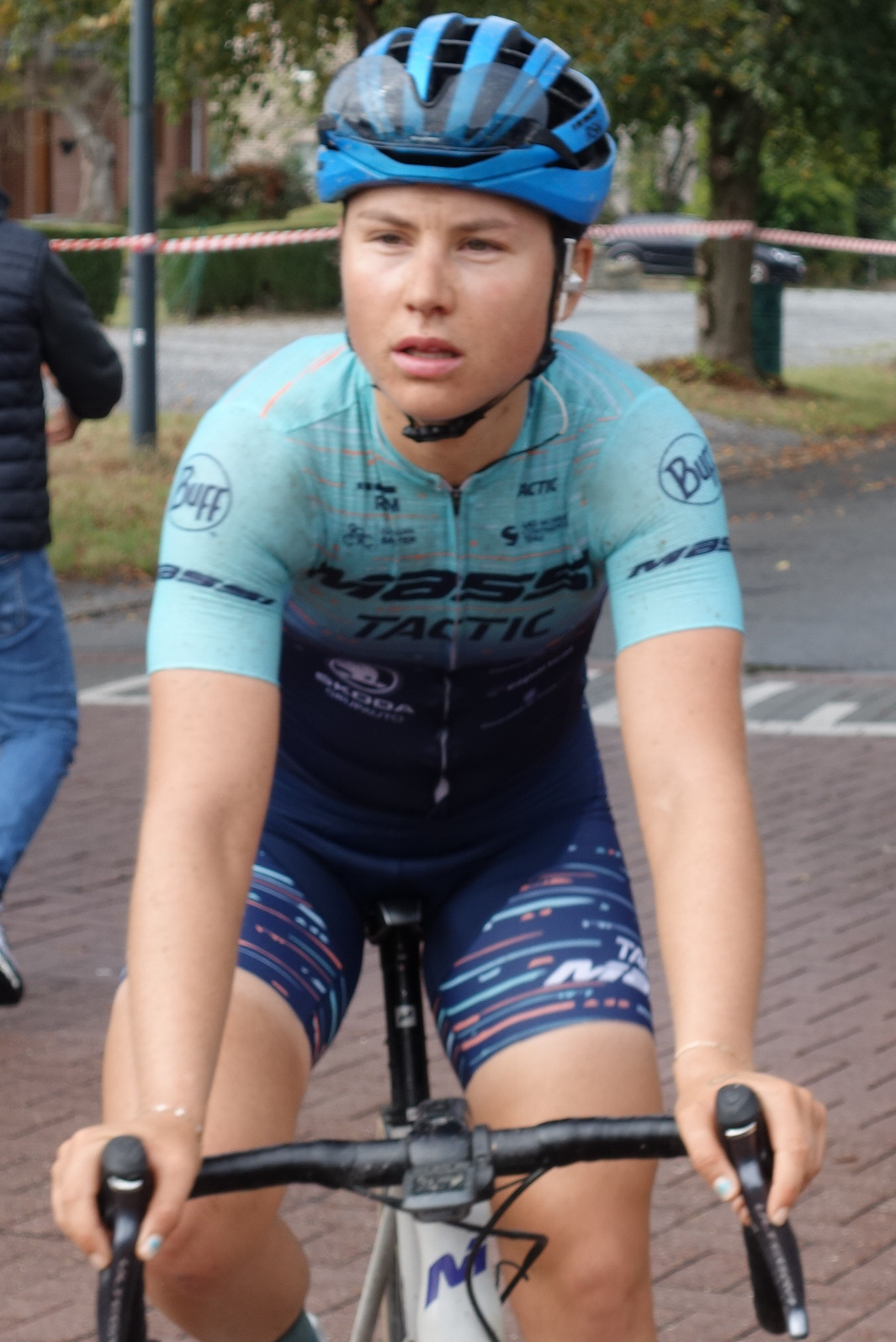
Gabrielle Pilote-Fortin in 2020.

### Bekende rensters UCI-team
| Naam                    | Nationaliteit       | Geboortedatum | Jaren actief   |
| ----------------------- | ------------------- | ------------- | -------------- |
| Mireia Benito           | Spanje              | 30-12-1996    | 2019-2022      |
| Belén López             | Spanje              | 18-4-1984     | 2019-2022      |
| Agua Marina Espínola    | Paraguay            | 31-3-1996     | 2020-2021      |
| Gabrielle Pilote-Fortin | Canada              | 26-4-1993     | 2020-2021      |
| Olivia Baril            | Canada              | 10-10-1997    | 2021           |
| Emma Grant              | Verenigd Koninkrijk | 30-9-1991     | 2021           |
| Vita Heine              | Noorwegen           | 21-11-1984    | 2021           |
| Maaike Coljé            | Nederland           | 7-3-1997      | 2021-2022      |
| Špela Kern              | Slovenië            | 24-9-1990     | 2021-2022      |
| Nathalie Eklund         | Zweden              | 28-5-1991     | 2022           |
| Corinna Lechner         | Duitsland           | 10-8-1994     | 2022-2023      |
| Aurela Nerlo            | Polen               | 11-2-1998     | 2022-2023      |
| Nikola Nosková          | Tsjechië            | 1-7-1997      | 2023 (aug-dec) |

## Overwinningen
2020
Paraguayaans kampioen op de weg, Agua Marina Espínola
Paraguayaans kampioen tijdrijden, Agua Marina Espínola
2021
 Noors kampioen op de weg, Vita Heine
2022
Zweeds kampioen tijdrijden, Nathalie Eklund
2023
Ecuadoriaans kampioen tijdrijden, Miryam Maritza Nuñez
Hongaars kampioen tijdrijden (U23), Petra Zsankó